# Waxahatchee
Waxahatchee est un groupe de pop indépendante américain, originaire de Birmingham, en Alabama. Il est formé en 2010 par la chanteuse Katie Crutchfield, qui est une auteure-compositrice-interprète. Crutchfield est née et a grandi à Birmingham. Le nom du groupe est tiré de la Waxahatchee Creek en Alabama où ses parents ont une résidence secondaire. Musicienne depuis qu'elle a quinze ans, Katie Crutchfield est passée par plusieurs groupes dont P.S. Eliot avant de fonder Waxahatchee. Le groupe compte six albums : American Weekend (2012), Cerulean Salt (2013), Ivy Tripp (2015), Out in the Storm (2017), Saint Cloud (2020) et Tigers Blood (2024).

## Biographie

### Origines
Katie et Allison Crutchfield sont nées le 4 janvier 1989 à Birmingham et elles ont grandi dans cette ville. Petites, les deux sœurs faisaient du ballet et des claquettes. À l’adolescence, elles se mettent à jouer de la musique (du synthétiseur et de la batterie pour Allison, de la guitare pour Katie,) et forment à 14 ans The Ackleys,. Les étés, le groupe part  en tournée dans les clubs punk du sud des États-Unis,. À 16 ans, Katie Crutchfield forme son premier projet solo King Everything.
En 2007, les deux sœurs forment un autre groupe P.S. Eliot. Dans ce groupe, Katie joue de la guitare et chante alors qu'Allison est à la batterie. Alors qu'elle vient de terminer le lycée et qu'elle devait entrer à l'université, Katie Crutchfield accompagne un groupe sur une tournée pour jouer de la mandoline.
Alors qu'elle est toujours membre de P.S. Eliot, elle sort en 2010 un EP avec Chris Clavin chez Plan-It-X Records. En 2011, P.S. Eliot se sépare. Katie se concentre sur Waxahatchee et Allison forme un nouveau groupe Swearin'.

### American Weekend
En janvier 2011, alors qu'il neige abondamment dans l'Alabama, Katie Crutchfield se met à écrire des chansons dans la résidence secondaire de ses parents à Waxahatchee Creek,. Elle profite de ce lieu isolé pour écrire et enregistrer les douze chansons qui composent l'album. « Une fois lancée, j'ai tout fait d'une traite. J'écrivais un morceau, je l'enregistrais et je passais au suivant exactement dans l'ordre que l'on peut entendre dans l'album ». 

### Cerulean Salt

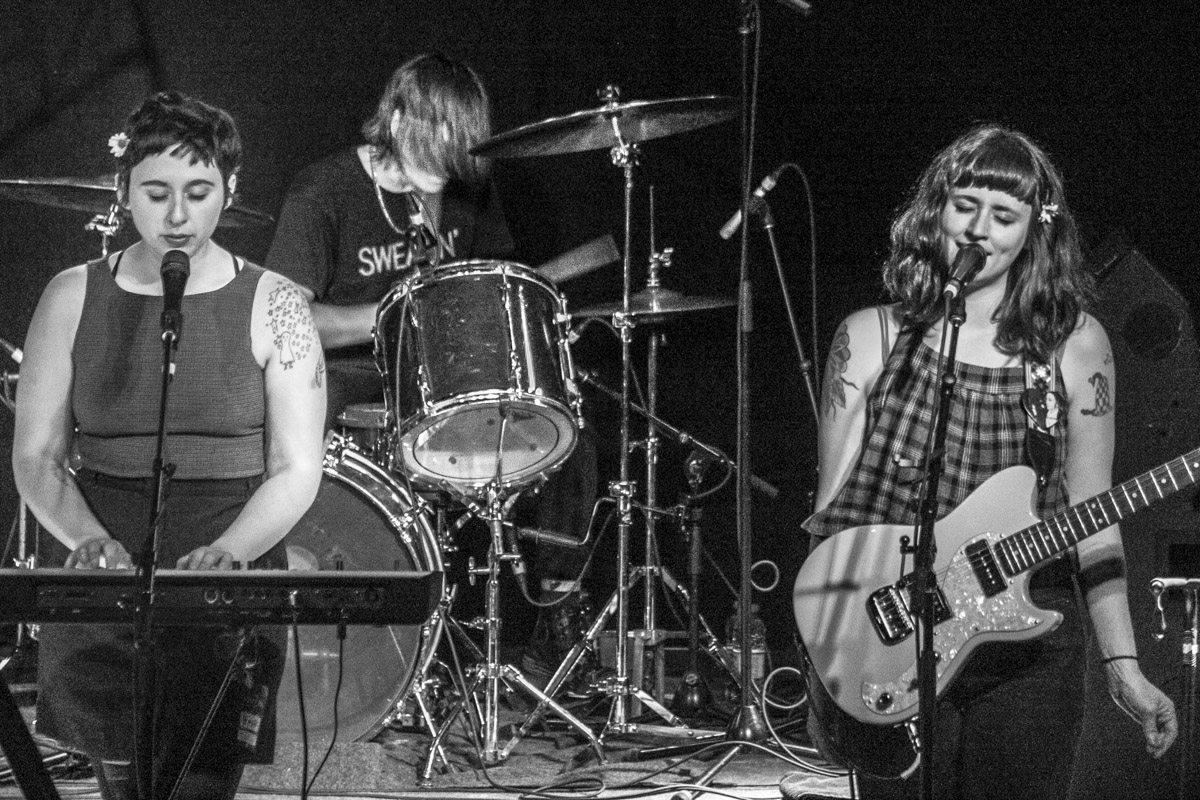
Katie (à droite) et Allison Crutchfield (à gauche) en 2015.

Katie Crutchfield travaille dans un café à Bushwick et n'arrive pas à écrire : « Je vivais sur le divan de quelqu'un dans Bushwick, à Brooklyn, je travaillais dans un misérable café, j'avais une vie amoureuse désordonnée et je tentais de travailler sur mon disque. Je pouvais revenir à la maison tous les soirs, boire une demi-bouteille de vin et essayer d'écrire mais je n'y arrivais pas. Un jour, j'arrivais à quelque chose avec cette chanson, mais j'ai regardé l'horloge et je suis dit,« Putain, je dois aller travailler. » J'ai pas aimé ça et j'ai démissionné. J'ai appelé mon patron, j'étais en mode « Je ne viens pas, je suis désolé » alors je suis monté dans ma voiture et je suis rentrée chez moi dans l'Alabama. J'ai écrit six chansons en une semaine. »
Elle essaye d’enregistrer son deuxième album à Waxahatchee Creek. Cependant, le résultat est « trop brut et flou », et elle va enregistrer cet album à West Philadelphia où elle vit dans une maison avec sa sœur et Katherine Simonetti.
Grâce au grand succès de Cerulean Salt en Europe, le groupe a été invité à une tournée avec Tegan & Sara à travers la Grande-Bretagne l'automne 2013.
En 2012 et 2013, avec Keith Spencer, Katie Crutchfield forme le groupe Great Thunder. Le duo sort deux albums : Sounds Of Great Thunder en 2012 Groovy Kind Of Love en 2013.

### Ivy Tripp
Le groupe prend la décision de quitter Don Giovanni Records et signe finalement avec Merge Records. Après Cerulean Salt, Katie Crutchfield se sent attendue. Elle prend du repos et loue une maison à Holbrook (New York) avec son petit ami Keith Spencer,. Ils produisent tous les deux cet album avec l'aide de Kyle Gilbride. L'album est enregistré dans la maison ainsi que dans le gymnase d'un lycée.
Ivy Tripp est un néologisme. L'idée derrière ce nom est « une sorte de rejet de la vision traditionnelle de la recherche du bonheur dans la vie »,. Le p supplémentaire de tripp vient en hommage à un de ses amis décédé,. Katie Crutchfield, accompagné de sa sœur, de Keith Spencer, de Katherine Simonetti et d'Ashley Arnwine part en tournée aux États-Unis puis en Europe. Elle participe ensuite à quelques festivals et fait pour la première fois une tournée en Australie. L'album est acclamé par la critique.

### Out in the Storm
Le 14 juillet 2017, elle a sorti son quatrième album Out in the Storm. Waxahatchee a entrepris une longue tournée à travers les États-Unis pour une part avec le groupe canadien The New Pornographers pendant la première moitié de 2017. En automne, elle fait une tournée européenne. Avec les Australiens du groupe Loose Tooth Waxahatchee ont fait la première partie pour le concert de Courtney Barnett au Bataclan de Paris le samedi 9 juin 2018. En duo avec Courtney Barnett, Waxahatchee a fait à l'automne une nouvelle tournée à travers les États-Unis. Et en novembre, Katie Crutchfield et  Kevin Morby ont fait une courte tournée en Australie. Le couple publie ensuite des reprises d'autres groupes.

### Saint Cloud
En 2020, elle publie un nouvel album, Saint Cloud qui évoque notamment son arrêt de l'alcool. Musicalement, l'album est considéré comme un retour aux sources. Le nom de l'album vient de la ville d'origine de son père : St. Cloud en Floride.
En 2022, elle annonce un projet Plains avec Jess Williamson (en). Le duo publie un album I Walked with You a Ways en octobre 2022.

## Influences et style musical

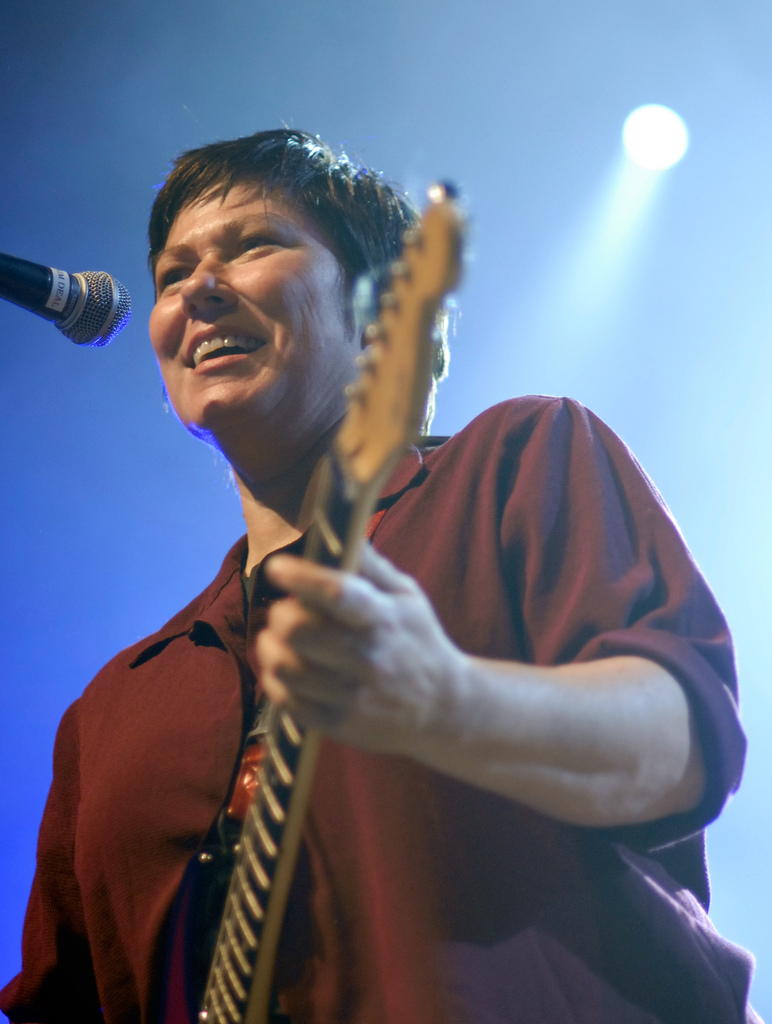
Kim Deal.

Quand elle a lancé son premier groupe, The Ackleys, sa principale source d'inspiration était Rose Melberg et son groupe Tiger Trap. Elle s'est fait tatouer sur le bras droit la pochette de l'album The Execution of All Things du groupe Rilo Kiley. Ce disque est pour elle « une initiation au rock indépendant » et « le disque a incontestablement influencé [ses] premières chansons ». Les autres groupes qu'elle apprécie sont les Guided by Voices, The Breeders et les Pixies. Depuis l'âge de quinze ans Katie a eu une fascination pour la chanteuse américaine Lucinda Williams qui comme elle est une auteure-compositrice-interprète. Elle a nommé Williams « mon héroïne ».

## Accueil médiatique
Arte a enregistré et diffusé un portrait de huit minutes de Katie Crutchfield le 20 janvier 2014. Cerulean Salt a reçu des critiques très positives, Quatre mois après la sortie du album en États-Unis, le label indépendant Wichita Recordings de Londres l'a sorti pour le marché européen. Le groupe Waxahatchee a fait une tournée de deux semaines en Angleterre. Le 17 juillet 2018 Merge Records a publié sur YouTube Chapel of Pines. Great Thunder, un EP sorti le 7 septembre 2018, a reçu des critiques majoritairement positives.

## Membres

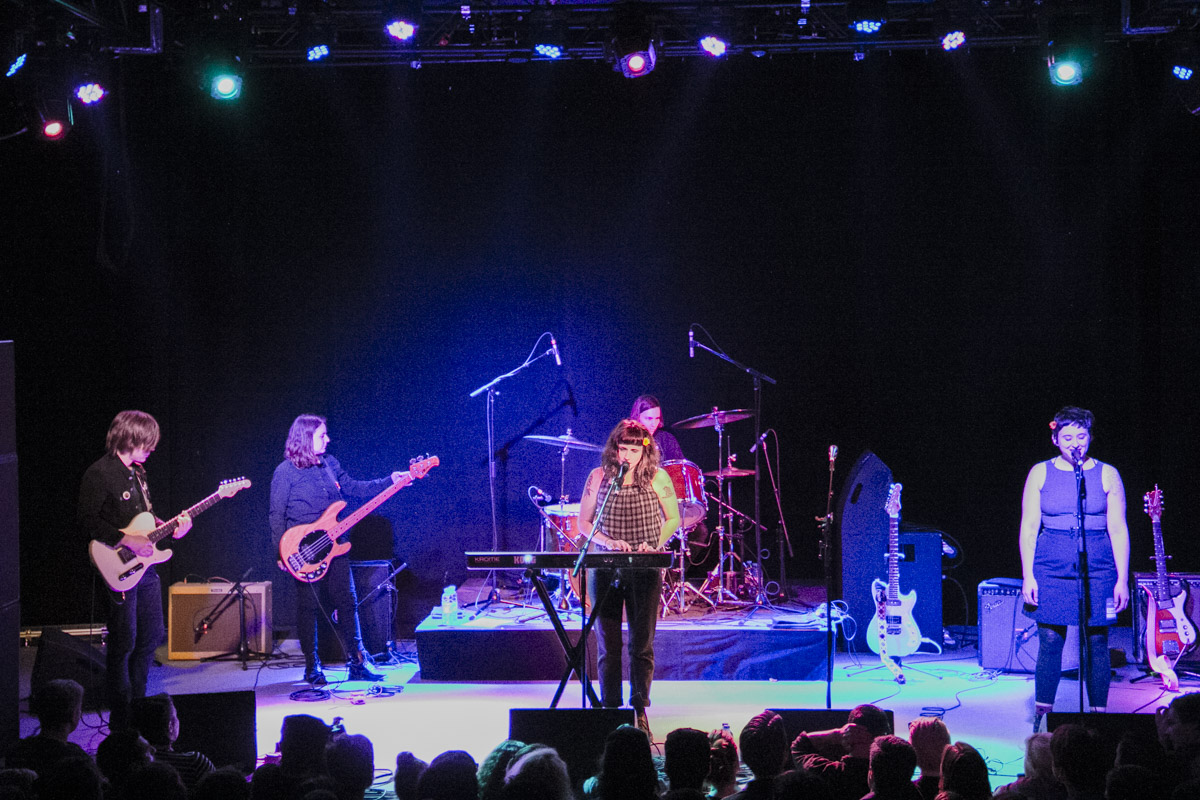
De gauche à droite Keith Spencer, Katherine Simonetti, Ashley Arnwine (au fond), Katie Crutchfield (au premier plan) et Allison Crutchfield

### Membre actuel
- Katie Crutchfield

### Membres live
- Eliana Athayde[29]
- Cole Berggren[29]
- Spencer Tweedy[29]
- Colin Croom[29]
- Clay Frankel[29]

### Anciens membres live
- Keith Spencer (également membre de Swearin')
- Katherine Simonetti (précédemment membre P.S. Eliot)
- Ashley Arnwine (également membre de Pinkwash)
- Allison Crutchfield (également membre de Swearin')